# Kira Stein
Kira Stein (* 8. März 1952 in Frankfurt am Main) ist eine deutsche Maschinenbauingenieurin.

## Leben
Kira Stein ist Tochter der Dolmetscherin Luella Stein und des Fahrzeughaus-Inhabers Alfred Stein.
1977 schloss sie ihr Maschinenbaustudium an der Technischen Universität Darmstadt ab. 1983 promovierte sie im Fachgebiet Werkstoffkunde an der Staatlichen Materialprüfungsanstalt Darmstadt. Sie war die erste Frau, die in Darmstadt im Fachbereich Maschinenbau promoviert hat.
Neben ihrer Arbeit als Ingenieurin beschäftigt sie sich seit 1977 mit den Themenkomplexen Frauen in Naturwissenschaft und Technik, Berufsmotivation und Berufsbild sowie Benachteiligung, Fördermöglichkeiten und Quotenregelungen.
Kira Stein war Vorstandsmitglied im deutschen ingenieurinnenbund e. V., im Vorstand des Deutschen Frauenrates, im Vorstand des Kompetenzzentrums Technik-Diversity-Chancengleichheit sowie Gründungsmitglied des Vereins Frauen in Naturwissenschaft und Technik. Heute ist sie Ehrenmitglied im kompetenzzentrum – Technik – Diversity – Chancengleichheit.

## Auszeichnungen
- 2009: Bundesverdienstkreuz am Bande[4]
- 2011: vom deutschen ingenieurinnenbund e. V. veranstalteten Wahl der 25 einflussreichsten Ingenieurinnen Deutschlands[5], erkannte eine unabhängige Jury, dass Kira Stein zu den 25 einflussreichsten Ingenieurinnen Deutschlands gehört.[6]

## Schriften
- Ingenieurin – warum nicht? Berufsbild und Berufsmotivation von zukünftigen Ingenieurinnen und Ingenieuren – Ein interkultureller Vergleich. Campus, Frankfurt / New York 1994, ISBN 3-593-35079-3.
- mit Moniko Greif: Ingenieurinnen: Daniela Düsentrieb oder Florence Nightingale der Technik. Talheimer Verlag, Mössingen-Talheim 1996, ISBN 3-89376-060-1.